# Kazuyuki
Kazuyuki (jap. かずゆき, カズユキ) – męskie imię japońskie.

## Znane osoby
- Kazuyuki Akasaka (和幸), japoński baseballista
- Kazuyuki Fujita (和之), japoński wrestler i zawodnik MMA
- Kazuyuki Izutsu (和幸), japoński reżyser filmowy, scenarzysta i krytyk filmowy
- Kazuyuki Miyata (和幸), japoński zapaśnik i zawodnik MMA
- Kazuyuki Morisaki (和幸), japoński piłkarz
- Kazuyuki Nakane (一幸), japoński polityk
- Kazuyuki Sogabe (和行, potem 和恭), japoński seiyū
- Kazuyuki Toda (和幸), japoński piłkarz grający na pozycji defensywnego pomocnika

## Fikcyjne postacie
- Kazuyuki Asakawa (和行), główny bohater japońskiej powieści Ring
- Kazuyuki Takano (高野 文吾), bohater mangi i anime Shadow Star